# Montagu House
Montagu House (a volte scritta "Montague")  era una residenza della fine del XVII secolo situata in Great Russell Street, nel quartiere Bloomsbury di Londra, che divenne la prima sede del British Museum. Il primo edificio costruito sul sito fu distrutto da un incendio nel 1686. Successivamente fu ricostruito e venduto al British Museum nel 1759, demolito negli anni Quaranta del XIX secolo per far posto all'attuale edificio.

## Costruzione
La residenza fu costruita due volte, entrambe le volte per lo stesso uomo, Ralph Montagu, primo duca di Montagu. La fine del XVII secolo fu il periodo più alla moda di Bloomsbury e Montagu divenne parte del centro di Londra, ma all'epoca si affacciava su campi aperti (i Long Fields).

### Primo edificio
La prima residenza fu progettata dall'architetto e scienziato inglese Robert Hooke, un architetto di moderata abilità il cui stile era influenzato dalla pianificazione francese e dai dettagli olandesi. Fu costruita tra il 1675 e il 1679. La costruzione era costituita da un corpo centrale e da due blocchi di servizio che fiancheggiavano un ampio cortile e presentava murales dell'artista italiano Antonio Verrio. Sono presenti pitture murali del pittore francese Jacques Rousseau. Nel 1686 la casa fu rasa al suolo da un incendio.

### Secondo edificio
La residenza fu ricostruita secondo i progetti del meno noto architetto francese Pierre Puget. Questa è stata di gran lunga la più importante residenza privata costruita a Londra negli ultimi due decenni del XVII secolo. La facciata principale era composta da diciassette campate. La casa era composta da due piani principali, più un seminterrato e un tetto mansardato con una cupola al centro. La disposizione delle stanze era quella tipica francese dell'epoca, appartamenti di stato a cui si accedeva da un salone centrale. Gli interni, decorati da artisti francesi, adorati da Horace Walpole, erano probabilmente paragonabili agli appartamenti di stato sopravvissuti a Boughton House nel Northamptonshire, costruiti per la stessa persona e nello stesso periodo.

## Storia
Agli inizi del XVIII secolo, Bloomsbury iniziò a decadere gradualmente, passando dall'essere un quartiere aristocratico a una zona più borghese. Il secondo duca di Montagu decise di abbandonare la casa del padre per trasferirsi a Whitehall. Si fece costruire una residenza più modesta, che in seguito fu sostituita da una dimora più grande dal suo discendente vittoriano, Walter Montagu Douglas Scott, quinto duca di Buccleuch. La Montagu House di Bloomsbury fu venduta al British Museum nel 1759 e l'edificio ospitò questa istituzione fino alla sua demolizione avvenuta negli anni Quaranta del XIX secolo, per far posto a una sede più ampia.